# Раул Кристиян
Раул Кристиян (роден на 18 октомври, 1973 в Сату Маре, Румъния) е бивш порноактьор, режисьор и продуцент на порнографски филми. Работи и под псевдонима Крис Роли (Chris Rolie).
Кристиян навлиза в порноиндустрията, когато е само на 20 години, а първата си сцена снима в Будапеща, Унгария. Снима се в над 50 европейски и американски продукции.